# Список французских губернаторов Алжира

Хронологическая карта развития Французского Алжира, 1830—1962 гг.

Печать Генерального правительства Алжира (1960-е годы)

В 1830 году, за несколько дней до начала июльской революции против реставрации Бурбонов во Франции, Карл X инициировал завоевание Алжира как попытку повысить свою популярность среди французского народа. Вторжение началось 5 июля 1830 года. Впоследствии Алжир стал французской территорией с 1830 по 1962 год при различных правительственных системах.

## Список
(Даты, выделенные курсивом, указывают на фактическое продолжение полномочий)

### Французская колония Алжир (1830—1848)
| Срок полномочий                              | Занимающий должность                                                                | Примечания                        | Портрет |
| -------------------------------------------- | ----------------------------------------------------------------------------------- | --------------------------------- | ------- |
| 5 июль 1830 — 12 август 1830                 | Граф Луи Огюст Виктор де Ген де Бурмон, Военачальник                                |                                   |         |
| 12 август 1830 — 21 февраль/21 март? 1831    | Граф Бертран Клозель, Военачальник                                                  | 1-й срок                          |         |
| 21 февраль/21 март 1831 — ?6/21 декабрь 1831 | Барон Пьер Бертезен                                                                 |                                   |         |
| ?6/21 декабрь 1831 — 29 апрель 1833          | Анн Жан Мари Рене Савари, герцог де Ровиго, Военачальник                            |                                   |         |
| 29 апрель 1833 — 27 июль 1834                | Барон Теофиль Вуароль, временный Военачальник                                       |                                   |         |
| 27 июль 1834 — 8 июль 1835                   | Жан-Батист Друэ, граф д’Эрлон, Генерал-губернатор французских владений в Африке     |                                   |         |
| 8 июль 1835 — 12 февраль 1837                | Граф Бертран Клозель, Генерал-губернатор французских владений в Африке              | 2-й срок                          |         |
| 12 февраль 1837 — 12/13 октябрь 1837         | Шарль-Мари Дени, граф де Дамремон, Генерал-губернатор французских владений в Африке | Погиб в бою при осаде Константина |         |
| 12/13 октябрь 1837 — 11 ноябрь 1837          |                                                                                     |                                   |         |
| 11 ноябрь/1 декабрь 1837 — 18 декабрь 1840   | Граф Сильвен Шарль Вале, Генерал-губернатор французских владений в Африке           |                                   |         |
| 22 февраль 1841 — Февраль 1842               | Тома Робер Бюжо, Генерал-губернатор французских владений в Африке                   |                                   |         |
| Февраль 1842 — 27 сентябрь 1847              | Тома Робер Бюжо, Генерал-губернатор Алжира                                          |                                   |         |
| 1 сентябрь 1845 — 6 июль 1847                | Кристоф Жюшо де Ламорисьер, исполняющий обязанности генерал-губернатора Алжира      | При Бюжо                          |         |
| 6 июль 1847 — 27 сентябрь 1847               | Мари Альфонс Бедо, исполняющий обязанности генерал-губернатора Алжира               | При Бюжо                          |         |
| 27 сентябрь 1847 — 24 февраль 1848           | Генрих Эжен Филипп Луи Орлеанский, герцог Омальский, Генерал-губернатор Алжира      |                                   |         |
| 24 февраль 1848 — 29 апрель 1848             | Луи Эжен Кавеньяк, Генерал-губернатор Алжира                                        |                                   |         |
| 29 апрель 1848 — 9 сентябрь 1848             | Николя Шангарнье, Генерал-губернатор Алжира                                         |                                   |         |
| 20 июнь 1848 — 9 сентябрь 1848               | Гийом-Станисла Марей-Монж, исполняющий обязанности генерал-губернатора Алжира       | При Шангарнье                     |         |
| 9 сентябрь 1848 — 4 ноябрь 1848              | Виала Харон, Генерал-губернатор Алжира                                              |                                   |         |

### Французские департаменты Алжира (1848—1962)

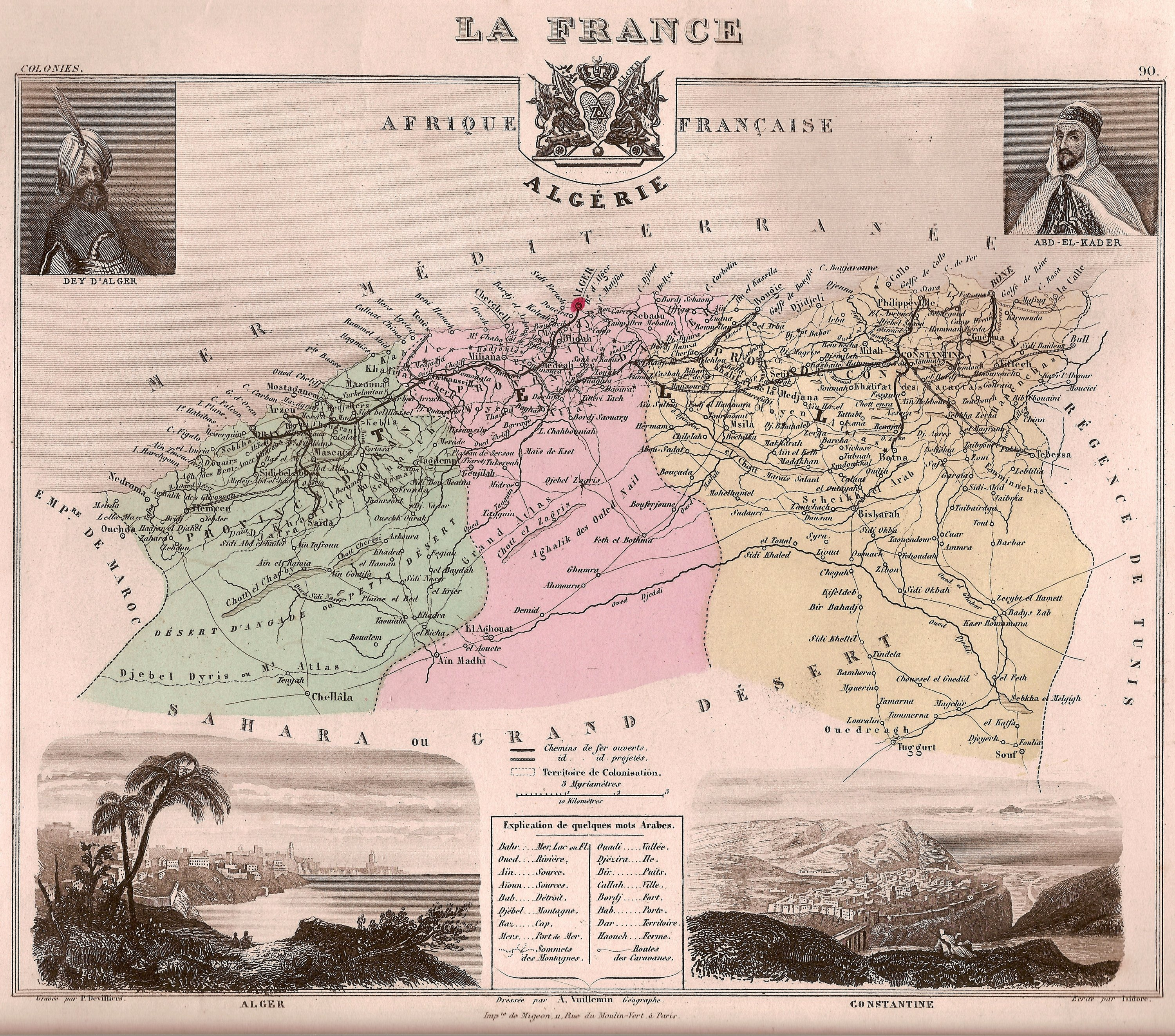
Три алжирских департамента, 1848.

Вскоре после того, как Июльская монархия Луи-Филиппа I была свергнута в результате революции 1848 года, новое правительство Второй республики положило конец статусу Алжира как колонии и провозгласило его в Конституции 1848 года неотъемлемой частью Франции. Три гражданских департамента — Алжер, Оран и Константин — были организованы гражданским правительством.
| Срок полномочий                   | Занимающий должность                                                                 | Примечания                                  | Портрет |
| --------------------------------- | ------------------------------------------------------------------------------------ | ------------------------------------------- | ------- |
| 4 ноябрь 1848 — 22 октябрь 1850   | Виала Харон, Генерал-губернатор Алжира                                               |                                             |         |
| 22 октябрь 1850 — 10 май 1851     | Альфонс Анри, граф д’Отпуль, Генерал-губернатор Алжира                               |                                             |         |
| 10 май 1851 — 11 декабрь 1851     | Эмабль Жан-Жак Пелисье, Генерал-губернатор Алжира                                    | 1-й срок                                    |         |
| 11 декабрь 1851 — 31 август 1858  | Жак Луи Рандон, Генерал-губернатор Алжира                                            |                                             |         |
| 24 июнь 1858 — 21 март 1859       | Принц Наполео́н Жозе́ф Шарль Поль Бонапа́рт, Министр Алжира и колоний                   |                                             |         |
| 21 март 1859 — 24 ноябрь 1860     | Проспер, граф де Шасслу-Лоба, Министр Алжира и колоний                               |                                             |         |
| 24 ноябрь 1860 — 22 май 1864      | Эмабль Жан-Жак Пелисье, Министр Алжира и колоний                                     | 2-й срок                                    |         |
| 22 май 1864 — 1 сентябрь 1864     | Эдмон-Шарль де Мартимпри, Министр Алжира и колоний                                   |                                             |         |
| 1 сентябрь 1864 — 27 июль 1870    | Патрис Мак-Магон, герцог де Маджента, Генерал-губернатор Алжира                      |                                             |         |
| 27 июль 1870 — 23 октябрь 1870    | Луи, барон Дюрьё, Генерал-губернатор Алжира                                          |                                             |         |
| 23 октябрь 1870 — 24 октябрь 1870 | Жан Вальзен-Эстерази, Генерал-губернатор Алжира                                      |                                             |         |
| 24 октябрь 1870 — 16 ноябрь 1870  | Анри-Габриэль Дидье, Генерал-губернатор Алжира                                       |                                             |         |
| 16 ноябрь 1870 — 8 февраль 1871   | Шарль де Бузе, Префект Орана и Чрезвычайный комиссар Республики                      |                                             |         |
| Ноябрь 1870 — Март 1871           | Бенуа-Франсуа-Дезире-Ромюаль Вийермо, Мэр Алжира и глава Комитета обороны            | В восстании                                 |         |
| 8 февраль 1871 — 21 март 1871     | Алекси Ламбер, Префект Орана и Чрезвычайный комиссар Республики                      |                                             |         |
| 21 март 1871 — 10 июнь 1873       | Луи Анри де Гейдон, Генерал-губернатор Алжира                                        |                                             |         |
| 10 июнь 1873 — 15 март 1879       | Антуан Альфред Эжен Шанзи, Генерал-губернатор Алжира                                 |                                             |         |
| 15 март 1879 — 26 ноябрь 1881     | Альбер Греви, исполняющий обязанности генерал-губернатора Алжира                     |                                             |         |
| 26 ноябрь 1881 — 18 апрель 1891   | Луи Тирман, Генерал-губернатор Алжира                                                |                                             |         |
| 18 апрель 1891 — 28 сентябрь 1897 | Жюль Камбон, Генерал-губернатор Алжира                                               |                                             |         |
| 28 сентябрь 1897 — 1 октябрь 1897 | Анри-Огюст Лозе, Генерал-губернатор Алжира                                           |                                             |         |
| 1 октябрь 1897 — 26 июль 1898     | Луи Лепин, Генерал-губернатор Алжира                                                 |                                             |         |
| 26 июль 1898 — 3 октябрь 1900     | Эдуар Лаферрьер, Генерал-губернатор Алжира                                           |                                             |         |
| 3 октябрь 1900 — 18 июнь 1901     | Шарль Селестен Жоннар, исполняющий обязанности генерал-губернатора Алжира            | 1-й срок                                    |         |
| 18 июнь 1901 — 11 апрель 1903     | Поль Ревуаль, Генерал-губернатор Алжира                                              |                                             |         |
| 11 апрель 1903 — 5 май 1903       | Морис Варнье, исполняющий обязанности генерал-губернатора Алжира                     |                                             |         |
| 5 май 1903 — 22 май 1911          | Шарль Селестен Жоннар, исполняющий обязанности генерал-губернатора Алжира            | 2-й срок                                    |         |
| 22 май 1911 — 29 январь 1918      | Шарль Люто, Генерал-губернатор Алжира                                                |                                             |         |
| 29 январь 1918 — 29 август 1919   | Шарль Селестен Жоннар, исполняющий обязанности генерал-губернатора Алжира            | 3-й срок                                    |         |
| 29 август 1919 — 28 июль 1921     | Жан-Батист Эжен Абель, Генерал-губернатор Алжира                                     |                                             |         |
| 28 июль 1921 — 17 апрель 1925     | Теодор Стег, Генерал-губернатор Алжира                                               |                                             |         |
| 17 апрель 1925 — 12 май 1925      | Анри Дюбьеф, исполняющий обязанности генерал-губернатора Алжира                      |                                             |         |
| 12 май 1925 — 20 ноябрь 1927      | Морис Виолетт, Генерал-губернатор Алжира                                             |                                             |         |
| 20 ноябрь 1927 — 3 октябрь 1930   | Пьер-Луи Борд, Генерал-губернатор Алжира                                             |                                             |         |
| 3 октябрь 1930 — 21 сентябрь 1935 | Жюль-Гастон Анри Кард, Генерал-губернатор Алжира                                     |                                             |         |
| 21 сентябрь 1935 — 19 июль 1940   | Жорж ле Бо, Генерал-губернатор Алжира                                                |                                             |         |
| 19 июль 1940 — 16 июль 1941       | Жан-Мари Шарль Абриаль, Генерал-губернатор Алжира                                    |                                             |         |
| 16 июль 1941 — 20 сентябрь 1941   | Максим Вейган, Генерал-губернатор Алжира                                             |                                             |         |
| 20 сентябрь 1941 — 20 январь 1943 | Ив-Шарль Шатель, исполняющий обязанности генерал-губернатора Алжира                  |                                             |         |
| 20 январь 1943 — 3 июнь 1943      | Бернар-Марсель Эдмон Пейрутон, Генерал-губернатор Алжира                             |                                             |         |
| 3 июнь 1943 — 8 сентябрь 1944     | Жорж Альбер Жульен Катру, Генерал-губернатор Алжира                                  | 1-й срок                                    |         |
| 8 сентябрь 1944 — 11 февраль 1948 | Ив Шатеньо, Генерал-губернатор Алжира                                                |                                             |         |
| 11 февраль 1948 — 9 март 1951     | Марсель-Эдмон Нежелен, Генерал-губернатор Алжира                                     |                                             |         |
| 12 апрель 1951 — 26 январь 1955   | Рожер Леонард, Генерал-губернатор Алжира                                             |                                             |         |
| 26 январь 1955 — 1 февраль 1956   | Жак Сустель, Генерал-губернатор Алжира                                               |                                             |         |
| 1 февраль 1956 — 9 февраль 1956   | Жорж Альбер Жульен Катру, Генерал-губернатор Алжира                                  | 2-й срок                                    |         |
| 9 февраль 1956 — 13 май 1958      | Робер Лакост, Генерал-губернатор Алжира                                              |                                             |         |
| 13 май 1958 — 1 июнь 1958         | Андре Мюттер, Генерал-губернатор Алжира                                              |                                             |         |
| 13 май 1958 — 23 май 1958         | Жак Массю, Президент Комитета общественной безопасности                              | Восстание во время кризиса в мае 1958 г.    |         |
| 23 май 1958 — 7 июнь 1958         | Комитет общественной безопасности:-                                                  | Восстание во время кризиса в мае 1958 г.    |         |
| 23 май 1958 — 7 июнь 1958         | Жак Массю, Президент Центрального комитета общественной безопасности                 | Восстание во время кризиса в мае 1958 г.    |         |
| 23 май 1958 — 7 июнь 1958         | Сид Кара, Президент Центрального комитета общественной безопасности                  | Восстание во время кризиса в мае 1958 г.    |         |
| 7 июнь 1958 — 12 декабрь 1958     | Рауль Альбен Луи Салан, Генеральный делегат Алжира                                   |                                             |         |
| 12 декабрь 1958 — 23 ноябрь 1960  | Поль-Альбер-Луи Делуврье, Генеральный делегат Алжира                                 |                                             |         |
| 23 ноябрь 1960 — 19 март 1962     | Жан Морен, Генеральный делегат Алжира                                                |                                             |         |
| 21 апрель 1961 — 25 апрель 1961   | Директорат:-                                                                         | Восстание во время алжирского путча 1961 г. |         |
| 21 апрель 1961 — 25 апрель 1961   | Морис Шалль                                                                          | Восстание во время алжирского путча 1961 г. |         |
| 21 апрель 1961 — 25 апрель 1961   | Андре Зеллер'                                                                        | Восстание во время алжирского путча 1961 г. |         |
| 21 апрель 1961 — 25 апрель 1961   | Эдмон Жуо                                                                            | Восстание во время алжирского путча 1961 г. |         |
| 21 апрель 1961 — 25 апрель 1961   | Рауль Салан                                                                          | Восстание во время алжирского путча 1961 г. |         |
| 19 март 1962 — 3 июль 1962        | Кристиан Фуше, Верховный комиссар                                                    |                                             |         |
| 3 июль 1962 — 25 сентябрь 1962    | Абдеррахман Фарес, Верховный комиссар и председатель временной исполнительной власти |                                             |         |

Продолжение после обретения независимости см.: Главы государства Алжира